# رشته‌کوه میساکا

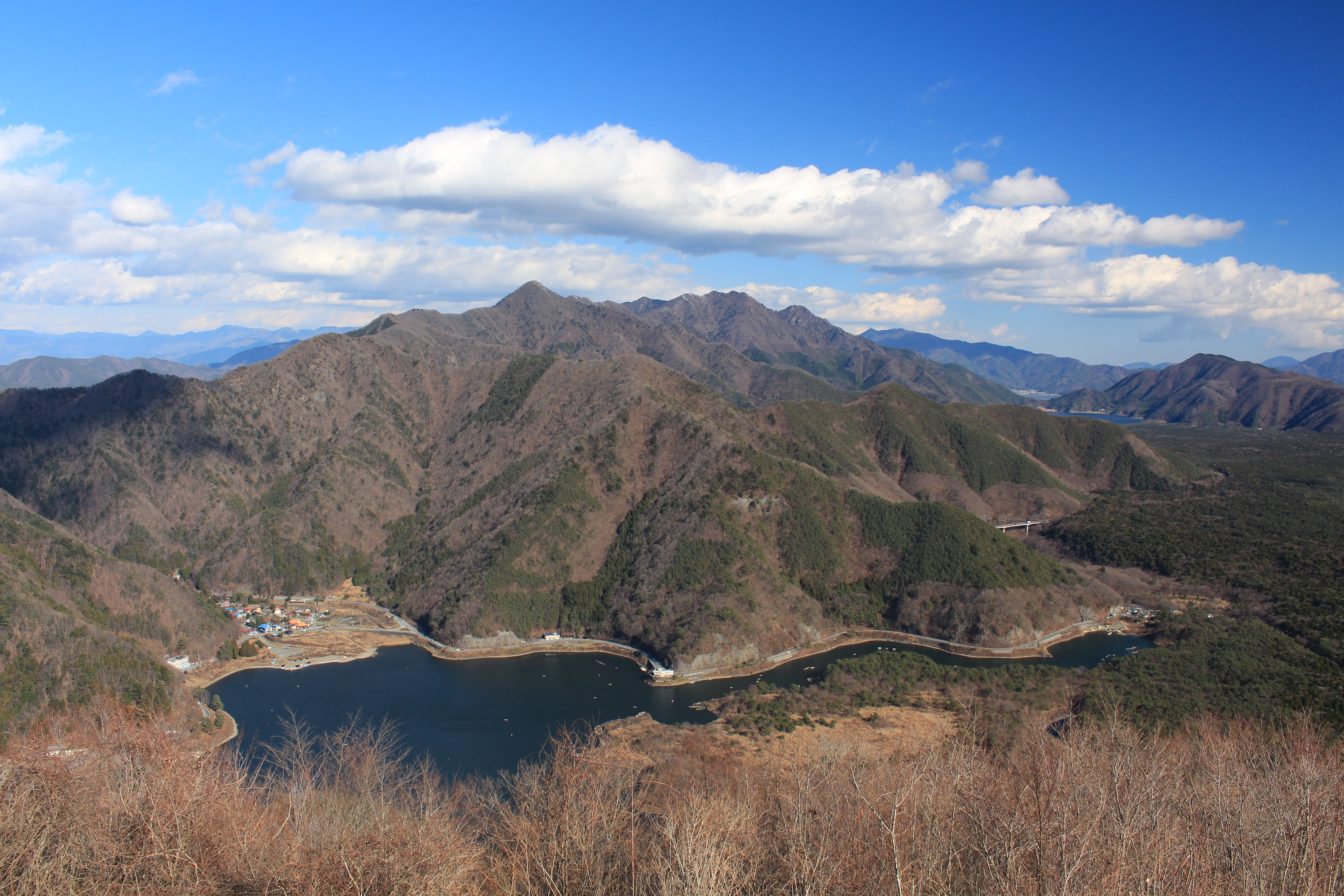

کوه‌های میساکا (به ژاپنی: 御坂山地 みさかさんち)، رشته‌کوهی در جنوب استان یاماناشی است که از شرق به غرب بین حوضه کوفو، دامنه‌های شمالی کوه فوجی و حوضه رود کاتسورا (رودخانه ساگامی) امتداد یافته است. از شرق، کوه‌هایی مانند تاکاکاوایاما (۹۷۶ متر)، میتسوتوگه (۱۷۸۵ متر)، میساکایاما (۱۵۹۶ متر)، کوروداکه (۱۷۹۳ متر) و ستسوگاتاکه (۱۷۳۶ متر) وجود دارد.

در حال حاضر استان یاماناشی، که معمولاً با نام کوشو شناخته می‌شود. پایتخت آن همیشه کوفو بوده است. حوضه کوفو از هر طرف توسط کوه‌های بلند احاطه شده است. البته در جنوب، کوه فوجی قرار دارد. با این حال، یک رشته کوه در مقابل آن وجود دارد.  اگرچه استان یاماناشی استانی است که کوه فوجی در آن واقع شده است، اما توسط کوه‌های میساکا احاطه شده است.